# Tiurana
Tiurana là một đô thị trong tỉnh Lérida, cộng đồng tự trị Cataluña Tây Ban Nha. Đô thị Tiurana có diện tích là 15,9 ki-lô-mét vuông, dân số năm 2009 là 81 người với mật độ 5,09 người/km². Đô thị Tiurana có cự ly km so với tỉnh lỵ Lérida.